# SkyFallen Entertainment

Skyfallen Entertainment — російська компанія, що спеціалізується на створенні комп'ютерних ігор, а також на розробці і підтримці продукції middleware. Компанія заснована в жовтні 2002 року і спочатку являла собою невелику студію, де працювало всього декілька чоловік, які, тим не менш, вже володіли серйозним досвідом в області розробки комп'ютерних ігор. У 2012 році припинила своє існування. 

## Ігри
На сьогоднішній день студія Skyfallen Entertainment випустила ігри:
- Магія крові (за кордоном вийшла під назвою Dawn of Magic[en])
- Магія крові: Багатокористувальницьке доповнення
- Магія крові: Час тіней
- Death Track: Відродження

У цей час в розробці знаходиться «Магія крові 2».

## Middleware
Один з напрямків діяльності компанії — розробка та ліцензування ігрових рушіїв.
TheEngine — високотехнологічна платформа для розробки 3D-ігор. На The Engine була створена «Магія крові». Крім того, він використовується іграх «Санітари підземель» (1С), «Не час для драконів» (Arise/1C), "King's Bounty: Легенда про лицаря "(Katauri/1C), " Кодекс війни "(InoCo/1C) і декількох ще не анонсованих проектах.
SkyStudio — унікальне інтегроване середовище розробки ігор. На цьому рушію Skyfallen розробляє «Death Track: Відродження» та «Магію Крові 2». Також SkyStudio використовується ліцензіатами компанії в декількох ще не анонсованих проектах.